# Ramón Caus
Ramón Caus – hiszpański kierowca wyścigowy, startujący w sezonie 1998 w World Series by Nissan z hiszpańską ekipą Promodrive. Podczas drugiego wyścigu drugiej rundy na torze Circuit de Catalunya odniósł zwycięstwo. Z dorobkiem 47 punktów uplasował się na dziesiątej pozycji w końcowej klasyfikacji kierowców.